# Bruce Wasserstein

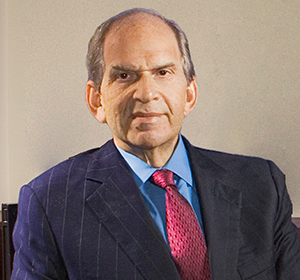
Bruce Wasserstein (2006)

Bruce Wasserstein (* 25. Dezember 1947 in Brooklyn, New York City; † 14. Oktober 2009 in New York City) war ein US-amerikanischer Investmentbanker.
Er war mit Joseph R. Perella der Gründer der US-amerikanischen Investmentbank Wasserstein Perella, die als Konzerntochter der Commerzbank AG nun unter dem Namen Dresdner Kleinwort firmiert. Die Bank wird bis Anfang 2010 an den Finanzinvestor RHJ verkauft. Seit 2001 war er in führender Position der Investmentbank Lazard.
Seine Schwester war die mit dem Pulitzer-Preis ausgezeichnete Dramatikerin Wendy Wasserstein (1950–2006).
Wasserstein wurde am 12. Oktober 2009 wegen Herzrhythmus-Störungen in ein Krankenhaus eingewiesen.
Nachdem zunächst verlautbart wurde, sein Zustand sei „ernst aber stabil und auf dem Weg der Erholung“, kam sein Tod am 14. Oktober 2009 für die Öffentlichkeit überraschend.

## Veröffentlichungen
- With Justice for Some: An Indictment of the Law by Young Advocates (1972, ISBN 0-8070-0541-X)
- Corporate Finance Law (1978, ISBN 0-07-068423-5)
- Big Deal: The Battle for the Control of America's Leading Corporations (1998, ISBN 0-446-67521-0)